# Källtjärnen (By socken, Dalarna)
Källtjärnen är en sjö i Avesta kommun i Dalarna och ingår i Dalälvens huvudavrinningsområde. Sjöns area är 0,009 kvadratkilometer och den är belägen 141 meter över havet.